# 1-й истребительный батальон Ленинградского фронта
1-й истребительный батальон — воинская часть вооружённых сил СССР в Великой Отечественной войне.

## История
Батальон сформирован в Ленинграде на Васильевском острове летом 1941 года за счёт войск НКВД (из состава сформированных 50-го, 51-го, 52-го, 53-го, 54-го, 186-го истребительных батальонов НКВД), во исполнение приказа Народного комиссариата внутренних дел СССР № 00804 от 25 июня 1941 года для обеспечения успешной борьбы с парашютными десантами и диверсантами противника в прифронтовой полосе и в тылу. Насчитывал в своём составе 501 человек.
В составе действующей армии с 26 сентября 1941 года по 10 декабря 1941 года.
27 августа 1941 года приказом Военного совета Ленинградского фронта № 14 передан в оперативное подчинение 11-й стрелковой бригаде. Решением Военного совета Ленинградского фронта от 31 августа 1941 года переброшен для обороны правого берега реки Невы в район колонии Овцыно-Шереметьевка.
Занял позиции по правому берегу Невы в районе колонии Пороги, впоследствии в районе Оранжерейки. 9 октября, 8 ноября, 29 ноября 1941 года участвовал в боевых операциях в районе деревень Громово, Маслово, Островки Всеволожского района Ленинградской области.
С 10 декабря 1941 года расформируется. В этот день 66 человек, мобилизованные в РККА, переданы в распоряжение генерал-майора Бондарева, 28 декабря 1941 года ещё 200 мобилизованных были обращены на укомплектование 11-й стрелковой бригады.
За время боевых действий отчитался об уничтожении до 200 человек противника.
Командир батальона: капитан Ищенко.

### Подчинение
| Дата       | Фронт (участок)     | Армия (район)                  | Корпус | Дивизия | Примечания |
| ---------- | ------------------- | ------------------------------ | ------ | ------- | ---------- |
| 01.10.1941 | Ленинградский фронт | Невская оперативная группа     | -      | -       | -          |
| 01.11.1941 | Ленинградский фронт | 1-я Невская оперативная группа | -      | -       | -          |
| 01.12.1941 | Ленинградский фронт | 8-я армия                      | -      | -       | -          |